# Lore Agnes

Lore Agnes

Lore Agnes (geborene Benning; * 4. Juni 1876 in Bochum; † 9. Juni 1953 in Köln) war eine sozialdemokratische Politikerin und Frauenrechtlerin. Sie war Mitglied der Weimarer Nationalversammlung 1919/20 sowie des Reichstages von 1920 bis 1933.

## Leben und Wirken
Lore Benning stammte aus einer Bergarbeiterfamilie und wurde nach dem frühen Tod des Vaters Dienstmädchen in Düsseldorf. 1906 heiratete sie den Gewerkschaftssekretär Peter Agnes und wurde Hausfrau. Etwa um dieselbe Zeit schloss sie sich der SPD an und engagierte sich in der Kinderschutzkommission des Bezirks Niederrhein und der entstehenden sozialdemokratischen Frauenbewegung. Sie beteiligte sich führend an der Gründung des „Verbandes der Hausangestellten“. Dieser Verband setzte sich für die Verbesserung der desolaten Lage der Hausangestellten ein. Obwohl die Dienstmädchen unter schlechtesten Bedingungen leben und arbeiten mussten, stellten sie die politisch am schwierigsten zu erreichende Arbeitnehmerschicht dar. Ihnen waren die wenigen Rechte kaum bekannt, die ihnen die Gesindeordnung einräumte. Auch waren sie sich über den Wert ihrer Arbeit wenig bewusst. Die Organisation der Dienstboten ist das große Verdienst Lore Agnes, die als Agitatorin zu Fuß von Ort zu Ort zog, um weibliche Dienstboten anzusprechen.

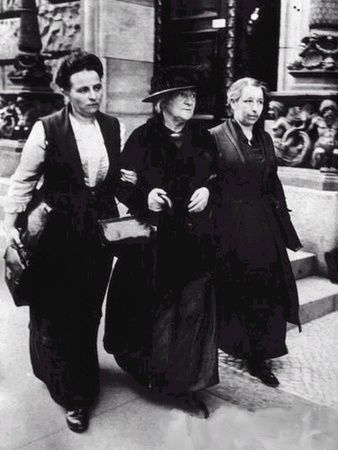
Lore Agnes (links) zusammen mit Clara Zetkin (Mitte) und Mathilde Wurm (rechts) vor dem Reichstag in Berlin (1919)

Politisch stand sie vor dem Ersten Weltkrieg auf dem linken Flügel der SPD und machte sich die Ansichten von Clara Zetkin und Rosa Luxemburg zu eigen. Als Pazifistin war sie während des Ersten Weltkriegs entschiedene Kriegsgegnerin. Eine Rede auf einer Friedenskundgebung in Düsseldorf brachte ihr 1914 mehrere Wochen Untersuchungshaft ein. 1915 nahm sie an der Internationalen Sozialistischen Frauenkonferenz für Frieden in Bern teil. 1917 wurde sie erneut inhaftiert, weil sie angeblich zu einer internationalen Frauensitzung in Zürich ohne Papiere ausgereist war. Im selben Jahr schloss sie sich der USPD an. Sie nahm als Mitglied der Zentralen Leitung in der Partei eine bedeutende Rolle ein.
Für die USPD war sie Mitglied der Weimarer Nationalversammlung und des Reichstags. In der Nationalversammlung forderte sie am 17. Juli 1919 einen Ausbau der Jugendfürsorge, weil viele Eltern aufgrund des kapitalistischen Wirtschaftssystems nicht mehr in der Lage seien, ihre Kinder hinreichend zu erziehen. Gleichzeitig forderte sie die Aufnahme einer Bestimmung in die Weimarer Reichsverfassung, nach der Eltern ihre Kinder nicht mehr aus politisch oder religiös motivierten Gründen entzogen und in ein Heim gesteckt werden dürften. 1919 war sie an der Gründung der Arbeiterwohlfahrt (AWO) in Berlin beteiligt. Die Gründung der AWO im Raum Düsseldorf geht vor allem auf ihre Initiative zurück. Mit der Mehrheit der USPD-Abgeordneten nahm sie an der Wiedervereinigung des rechten Flügels der USPD mit der MSPD im September 1922 teil und saß für die nunmehr vereinigte SPD bis 1933 im Reichstag. Dort setzte sie sich vor allem für Sozial- und Frauenpolitik ein.
Nach der nationalsozialistischen „Machtergreifung“ wurde sie bei den Wahlen vom 5. März 1933 im Wahlkreis Düsseldorf-Ost letztmalig in den Reichstag gewählt. Bei der Abstimmung über das Ermächtigungsgesetz vom 24. März 1933 stimmte sie mit 93 weiteren anwesenden SPD-Parlamentariern mit „Nein“. Aufgrund der Verfolgungen ging sie anschließend in den Untergrund, wurde aber rasch verhaftet und erst nach schwerer Erkrankung wieder freigelassen. 1934 war sie erneut mehrere Monate in Haft. Im Jahr 1938 wurde sie aus politischen Gründen erwerbslos. Im Zusammenhang mit dem Hitlerattentat am 20. Juli 1944 wurde sie im Rahmen der Aktion Gitter erneut für mehrere Monate inhaftiert.
Nach dem Krieg beteiligte sie sich in Düsseldorf am Wiederaufbau der Arbeiterwohlfahrt und der örtlichen SPD. Lore Agnes starb zwar in der Lindenburg in Köln, wurde aber auf dem Nordfriedhof in Düsseldorf begraben.

## Ehrungen
In Düsseldorf und Essen sind Häuser der AWO und in Radevormwald ein Kindergarten nach ihr benannt sowie Straßen in Düsseldorf und Duisburg. Zudem vergibt das Rektorat der Ruhr-Universität Bochum den Lore-Agnes-Preis für Projekte zur Gleichstellung von Frauen und Männern.